# 辽宁师范大学附属中学
辽宁师范大学附属中学简称辽附、辽师附中、辽师大附中，是位于辽宁省大连市的一所高级中学。是直属辽宁师范大学的中学。

## 历史
学校创建于1952年10月22日，时称大连市第十初级中学，1955年12月改称大连师范专科学校附属初级中学，1958年增设高中部，改名辽宁师范学院附属中学，1969年4月，改称旅大市第四十六中学。1983年,学校不再招收初中生,同年定名为辽宁师范大学附属中学。1960年被确定为辽宁省首批重点高中，2003年又被确定为辽宁省首批示范高中。2021年发展为为辽宁师范大学附属中学教育集团。2022年被评为大连市特色普通高中。

## 学校规模
学校占地面积约45，000平方米，其中建筑面积约20，000平方米。学校现有教师142人，其中国家高层次人才特殊支持计划领军人才1人，正高级2人，特级教师5人，“兴辽计划”教学名师1人，副高级98人，省级学科带头人5人，硕士研究生导师2人，省高考和学考命题组成员15人，市级以上优秀教师117人次。
学校的文史类学科教学力量在大连市名列前茅，走出过众多大连市乃至辽宁省文科状元。

## 对外交流
1982年3月，与日本爱媛县松山市松山西高等学校结成友好学校。
多年来，学校先后与国内60多所著名重点中学建立了多个教育教学科研联合体，八十年代以来，先后与美国、日本、俄罗斯、澳大利亚、瑞士等国一些学校开展了广泛的交流活动。2009年学校成立国际部，现已与美、加、英等多国开展教育合作，成为外国学生就学的定点学校、国家留学生人才选拔基地、美国迈阿密等大学的实习基地。
1992年，与国内7所高中结成全国部分大学附中教学协作体。

## 其他
曾获“省文明单位”、“省绿色学校”、“国家级重点课题实验基地”、“国家培养体育后备人才试点校”、“国家级、省级骨干教师实习基地”、“ 省电化教育先进单位”、“省教育科研先进集体”、“省中小学大课间操活动示范单位”、“省物理教学基地”、“北京师范大学教师培养实验基地”、“大连市信息技术示范校”、“大连中小学教师继续教育培训基地”等荣誉。 
本校是大连市具有招收外国国籍学生资格的16所学校之一。